# Diadelia longicornis
Diadelia longicornis là một loài bọ cánh cứng trong họ Cerambycidae.